# Der Tag der Eule (Roman)
Der Tag der Eule (italienischer Originaltitel: Il giorno della civetta) ist ein Kriminalroman des sizilianischen Schriftstellers Leonardo Sciascia aus dem Jahr 1961. Er gilt als erste literarische Behandlung der Mafia und machte seinen Autor berühmt. Die deutschsprachige Übersetzung von Arianna Giachi erschien 1964 im Walter Verlag. 1968 kam eine gleichnamige Verfilmung von Damiano Damiani in die Kinos.

## Inhalt
Im sizilianischen Dorf S. wird ein Mann auf offener Straße erschossen. Es handelt sich um Salvatore Colasberna, den Mitbegründer einer örtlichen Baugenossenschaft. Niemand, den Capitano Bellodi, ein zugezogener Norditaliener aus Parma mit für die Carabinieri ungewohnt höflichen Manieren, befragt, will etwas gesehen haben. Nur ein anonymer Brief verrät, dass Colasberna von der Mafia bedroht wurde, weil er sich weigerte, Schutzgeld zu zahlen. Als der Baumschneider Paolo Nicolosi vermisst wird, der von seiner Frau betrogen wurde, ist die sizilianische Öffentlichkeit nur zu gerne bereit, ein Verbrechen aus Leidenschaft anzunehmen. Lediglich Capitano Bellodi erkennt den Zusammenhang der beiden Fälle, denn Nicolosi hatte den Mörder Colasbernas erkannt und bei seinem Spitznamen „Zicchinetta“ gerufen, der auf den erst kürzlich aus dem Gefängnis entlassenen Diego Marchica hinweist. Zwei weitere Namen bringt der Polizeispitzel Calogero Dibella, genannt Parrinieddu, ins Spiel, bevor er seinen Verrat mit dem Tod büßen muss: Rosario Pizzuco und Don Mariano Arena, den lokalen Mafiaboss.
Bellodi spielt die inhaftierten Marchica und Pizzuco gegeneinander aus, bis sie gestehen, dass ersterer durch letzteren für den Mordanschlag angeheuert wurde. Der wahre Hintermann Arena zeigt sich von seiner Festnahme jedoch unbeeindruckt, ist er doch bis in die höchsten Kreise der italienischen Politik vernetzt. Immerhin anerkennt er seinen Gegenspieler Bellodi als „Menschen“, eine Ehre, die er nur wenigen – und keinem der Ermordeten – zuteilwerden lässt. Zwar sorgt seine Verbindung zum Minister Mancuso für einen kurzen politischen Skandal in Rom, der jedoch ebenso schnell niedergeschlagen wird wie die Ermittlungen Bellodis. Eilends herbeigerufene Zeugen mit tadellosem Ruf verschaffen Diego Marchica ein wasserdichtes Alibi, woraufhin auch die restlichen Ermittlungen in sich zusammenfallen. Der Tod des Baumschneiders wird seiner Frau und ihrem Liebhaber in die Schuhe geschoben – das beliebte Verbrechen aus Leidenschaft, mit dem sich alles erklären lässt – und die Mafia von offizieller Seite ins Reich der Legende verwiesen.
Capitano Bellodi, der zu einem Prozess nach Bologna abkommandiert worden ist, verfolgt die Niederschlagung seines Falls lediglich in der Presse. Er simuliert eine Krankheit, um nicht nach Sizilien zurückkehren zu müssen. Doch als seine Erlebnisberichte bei seinen Freunden in Parma kein Entsetzen, sondern wohlig romantisches Erschauern auslösen, spürt auch er, dass er Sizilien zu lieben gelernt hat. Er wird wieder auf die Insel zurückkehren, auch wenn er sich an ihr den Kopf einrennen wird.

## Titel
Die titelgebende Eule weckt im deutschen Sprachraum ein Bündel von Assoziationen, vom Symbol für Weisheit und Wissenschaft über die Redewendung „Eulen nach Athen tragen“ bis zum Käuzchenruf als Vorbote einer drohenden Gefahr. Das vorangestellte Motto „… so wie bei Tag die Eule“ verweist allerdings auf eine Textstelle aus Shakespeares Drama Heinrich VI., in der es ausführlich heißt: „Und wer für solche Hoffnung nicht will fechten, / Geh heim ins Bett, so wie bei Tag die Eule, / Beim Aufstehn dann verhöhnt und angestaunt!“ Wer also den Kampf für hehre Ziele verweigert, soll verspottet werden wie eine Eule. Der „Tag der Eule“ ist eine von der schlafenden Eule nicht wahrgenommene längst zur Normalität gewordene Realität, die durch Titel und Motto angeprangert wird.

## Analyse
Das schmale Buch Der Tag der Eule, vom Autor selbst als Erzählung eingeordnet, war trotz einiger zuvor veröffentlichten Werke laut Manfred Hardt Sciascias „eigentliches literarisches Debüt“ und machte seinen Autor berühmt. Sciascia wurde bald als bedeutendster lebender sizilianischer Schriftsteller angesehen und als ein „Gewissen der italienischen Gesellschaft“, das seine Stimme in vielen kulturellen und politischen Debatten des Landes erhob. Das Buch rückte die Problematik der Mafia über die Grenzen Italiens hinaus ins öffentliche Bewusstsein und gilt als erste literarische Behandlung der Mafia. Lothar Müller sieht darin das „Urmodell aller Mafia-Krimis“. Im Folgejahr kam es zur ersten parlamentarischen Untersuchungskommission über die Mafia, und Minister mit Mafiabeziehungen, die Sciascia bereits vorgezeichnet hatte, wurden erst wesentlich später publik. Der 1982 ermordete Präfekt Carlo Alberto Dalla Chiesa erinnert in seinem Kampf gegen die Mafia und seine ebenfalls norditalienischen Herkunft an Capitano Bellodi.
Die Eingangsszene von Der Tag der Eule zeigt eine Technik, nach der viele von Sciascias Romanen aufgebaut sind: die „Zentrifugalität der Wirklichkeit“. Nach dem Mord streben Zeugen, Indizien und Spuren zentrifugal in alle Himmelsrichtungen davon. Der für seine Überzeugung von Recht und Gesetz kämpfende Ermittler versucht sie – letztlich vergeblich – zentripetal zu ihrem Ausgangspunkt zurückzuführen, um das Verbrechen aufzuklären. Laut Maike Albath untersucht Sciascia in Der Tag der Eule „die Zusammenhänge von Mentalität und mafiösem Verhalten“. Capitano Bellodi trifft bei seinen Untersuchungen auf die Omertà, die Pflicht der Verschwiegenheit. Aus dem Norden stammend ist er, wie der italienische Staat insgesamt, ein Fremder in der sizilianischen Gesellschaft. Zwar kann er das Verbrechen aufklären, doch es bleibt eine „machtlose Aufklärung“, die keine Verurteilung nach sich zieht. Nur der Leser kennt die Täter, und in ihm hat sich die Gewissheit festgesetzt, dass die Mafia nicht wie beständig im Roman behauptet bloß eine Erfindung des italienischen Nordens ist, sondern in der Realität existiert.
Für den Spiegel schleicht sich der Autor in Der Tag der Eule über „die Hintertreppe des Kriminalromans […] in die gute Stube der Literatur“. Die „trocken-heitere Gelassenheit“ seiner Erzählung verberge dennoch nicht seine Sozialkritik und sein Engagement. Laut Lothar Müller hat Sciascia „die Illusionsspiele Pirandellos und die Labyrinthe von Borges“ in seinen Roman verwoben. Ulrich Schulz-Buschhaus versteht das fehlende Happy End auch als eine erzählerische Kritik an den Genre-Klassikern Hammett und Chandler: In einem System, in dem die organisierte Kriminalität Teil der gesellschaftlichen Ordnung geworden ist, muss eine Rückkehr zur Ordnung am Romanende die Rückkehr zum Verbrechen sein. Der Detektiv hat somit eine tragische Rolle erhalten: Er steht nicht länger im Dienst der Ordnung, sondern stört diese und muss ausgeschaltet werden. Anders als Detektivfiguren in späteren Werken Sciascias bleibt Bellodi in Der Tag der Eule zwar am Leben, doch wird ihm nicht nur jede Kontrolle über seine Ermittlungen entzogen, sondern sie wird ins Reich der Fiktion verbannt. Laut Gudrun Dietz zeichnet der Roman „ein fatalistisch-allmächtiges Bild der Mafia“.

## Ausgaben
- Leonardo Sciascia: Il giorno della civetta. Einaudi, Turin 1961.
- Leonardo Sciascia: Der Tag der Eule. Deutsch von Arianna Giachi. Walter, Olten 1964.
- Leonardo Sciascia: Der Tag der Eule. Deutsch von Arianna Giachi. dtv, München 1987, ISBN 3-423-10731-6.
- Leonardo Sciascia: Der Tag der Eule. Aus dem Italienischen von Arianna Giachi. Wagenbach, Berlin 2009, ISBN 978-3-8031-2619-1.